# 변광성운

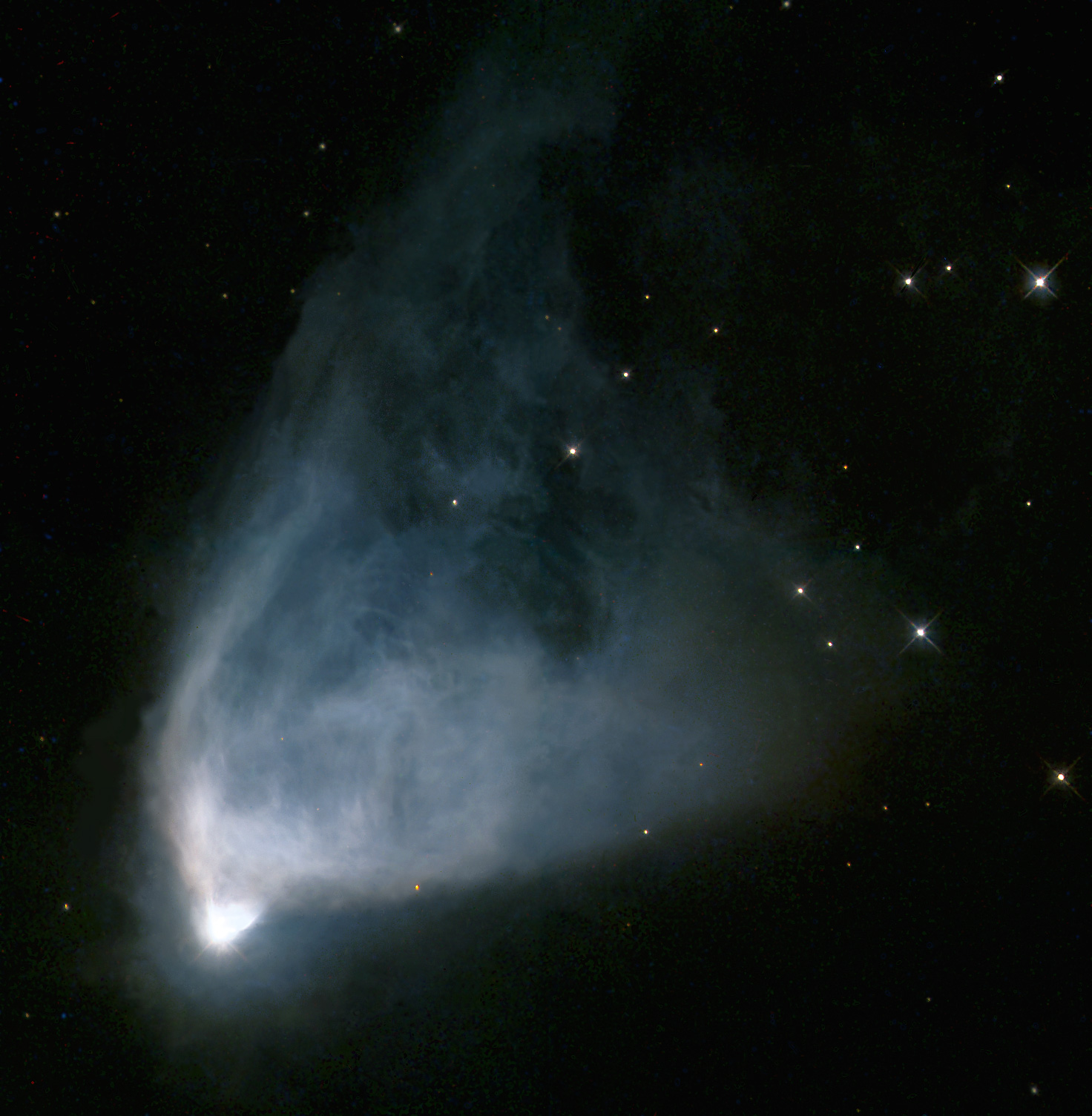
NGC 2261.

변광성운(變光星雲, variable nebula)은 반사성운의 일종으로, 반사하는 별빛을 내는 별의 빛이 변하기 때문에 성운의 빛도 따라서 변하는 성운이다.

## 같이 보기
- 하인드 변광 성운